# Островът на загиналите кораби (филм)
„Островът на загиналите кораби“ (на руски: „Остров погибших кораблей“) е руски съветски музикален филм от 1987 година на режисьора Евгений Гинзбург заснет по мотиви от едноименния роман на Александър Беляев.

## Сюжет
Филмът започва с това, че един обикновен човек, наш съвременник, жител на Кавказ на име на Володя се скарва със съпругата си. След което напуска улицата... и неочаквано за самия себе си се е оказал в Марсилия, през 1928 година в тялото на убиеца на Реджиналда Гатлинг.

## Музикални изпълнители на песни
- Николай Носков
- Лариса Долина
- Владимир Пресняков
- Сергей Минаев
- Михаил Пахманов
- Елла Фиделман
- Владимир Стьопин
- Нина Матвеева
- Любов Привина
- Иверия
- Павел Смеян